# Shelburne—Yarmouth—Clare
Pour les articles homonymes, voir Yarmouth et Clare.
Shelburne—Yarmouth—Clare fut une circonscription électorale fédérale de Nouvelle-Écosse. La circonscription fut représentée de 1935 à 1949 et de 1953 à 1968.
La circonscription a été créée en 1933 avec des parties de Digby—Annapolis et de Shelburne—Yarmouth. Abolie en 1947, elle fut redistribuée parmi Digby—Yarmouth et Queens—Shelburne.
Réapparue en 1952 à partir des deux circonscriptions précédentes, elle fut de nouveau abolie en 1966 et redistribuée dans South Shore et South Western Nova.

## Géographie
En 1933, la circonscription de Shelburne—Yarmouth—Clare comprenait :
- le comté de Shelburne ;
- le comté de Yarmouth ;
- la municipalité de Clare dans le comté de Digby.

## Députés

### 1935 - 1949
1. 1935-1945 — Vincent-Joseph Pottier, Parti libéral du Canada
2. 1945-1949 — Loran Ellis Baker, Parti libéral du Canada

### 1953 - 1968
1. 1953-1958 — Thomas Andrew Murray Kirk, Parti libéral du Canada
2. 1958-1963 — Felton Fenwick LeGere, Parti progressiste-conservateur
3. 1963-1965 — Frederick T. Armstrong, Parti libéral du Canada
4. 1965-1968 — John Oates Bower, Parti progressiste-conservateur